# All Our Own Work
All Our Own Work is het enige muziekalbum dat Sandy Denny en Strawbs samen maken. Het betekent voor beide de start van een muziekcarrière. Bleef Denny nog lang in de folkscene, Strawbs zochten hun eigen weg naar meer symfonische rock. Het album is opgenomen in Kopenhagen in 1967. Ze verdienden ondertussen geld met het spelen in het beroemde Tivoli-pretpark van die stad.
Denny was niet tevreden met de opnamen en liet zich door producer John Boyd overhalen om verder te gaan als zangeres van Fairport Convention. All Our Own Work is mede daardoor op de plank blijven liggen totdat de Strawbs (in een geheel andere samenstelling) in de jaren 1973 en 1974 internationaal doorbreekt; dan volgt de release van de elpee.
De Strawbs zoeken in Sonja Kristina een plaatsvervanger, maar die heeft slechts zeer korte tijd deel uitgemaakt van de groep; ze vertrekt naar Curved Air.

## Musici
- Sandy Denny – zang en gitaar (2)
- Dave Cousins – zang (behalve 2 en 11), gitaar;
- Tony Hooper – zang (behalve 2,8 en 11), gitaar;
- Ron Chesterman – contrabas;
- Ken Gudman – slagwerk, tablas (van de Deense band Young Flowers)
- Cy Nicklin – sitar (8) (van de Deense band Culpeper's Orchard)
- Svend Lundvig – strijkarrangementen (2, 5, 7 en 13)

Producer was Gustav Winckler, een Deense zanger in de stijl van Frank Sinatra, die vaker met Lundvig heeft gewerkt.

## Composities
1. Nothing else will do (Cousins)
2. Who knows where the time goes (Denny)
3. How everyone but Sam was a hypocrite (Cousins)
4. Sail away to the sea (Cousins)
5. And you need me (Cousins)
6. Poor Jimmy Wilson (Cousins)
7. All I need is you (Cousins)
8. Tell me what I see in you (Cousins)
9. I’ve been my own worst friend (Cousins)
10. On my way (Cousins)
11. Two weeks last summer (Cousins)
12. Always on my mind (Hooper)
13. Stay a while with me (Cousins).

Het album is allang uit print, in 1991 verschijnt de cd-versie, die de bovenstaande trackvolgorde heeft; de elpee bevat ook geen strijkarrangementen; de cd wordt uitgegeven onder de titel Sandy Denny and The Strawbs.